# Grandes cidades termais da Europa
As Grandes cidades termais da Europa constituem um sítio transnacional do Patrimônio Mundial da UNESCO que reúne um seleto grupo de onze estâncias termais em sete distintos países da Europa. Tais cidades foram fundadas e se desenvolveram economicamente a partir dos recursos hídricos e da utilização medicinal de fontes de água mineral. Do século XVIII à década de 1930, a Europa Ocidental vivenciou o auge da cultura de spa e termas naturais, levando à construção de casas de banho cada vez mais sofisticadas.

## Candidatura
Em 2006, a região de Karlovy Vary na Chéquia deu início ao projeto de apresentar três cidades balneários da Boémia Ocidental - Karlovy Vary, Mariánské Lázně e Františkovy Lázně para inclusão em sua Lista Indicativa ao Patrimônio Mundial. 
Posteriormente, uma comissão de especialistas internacionais reunida pelo Instituto Nacional do Patrimônio Checa realizou uma análise comparativa de distintas localidades europeias que se destacaram historicamente como destinos termais. Esta iniciativa levou à seleção de cidades termais que poderiam ser eventualmente incluídas numa listagem transnacional. A primeira candidatura serial foi registrada em 2011 com o nome provisório de "Importantes cidades termais europeias do século XIX" (Significant European Spa Towns of the 19th Century, em inglês) e passou a incluir também as cidades de Luhačovice, Baden, Spa, Vichy, Bath e Montecatini Terme.
Nos anos seguintes, um grupo de cooperação internacional liderado por um comitê diretor do Ministério da Cultura da República Checa elaborou a documentação necessária para efetivar a candidatura do sítio junto à organização. Paralelamente, a candidatura de seus respectivos locais foi apresentada individualmente por cada um dos Estados-parte listados. 

### Calendário de candidaturas
| Estado-parte | Data                 | Locais                                                                           |
| ------------ | -------------------- | -------------------------------------------------------------------------------- |
| Chéquia      | 17 de junho de 2014  | Karlovy Vary Mariánské Lázně Františkovy Lázně Luhačovice                        |
| Itália       | 1 de julho de 2014   | Montecatini Terme                                                                |
| Bélgica      | 3 de julho de 2014   | Spa                                                                              |
| França       | 7 de julho de 2014   | Vichy                                                                            |
| Áustria      | 11 de julho de 2014  | Bad Ischl Baden                                                                  |
| Reino Unido  | 25 de julho de 2014  | Bath                                                                             |
| Alemanha     | 11 de agosto de 2014 | Baden-Baden Bad Kissingen Bad Ems Bad Homburg vor der Höhe Wiesbaden Bad Pyrmont |

## Lista de locais inscritos
"Grandes cidades termais da Europa" é o reconhecimento da candidatura conjunta de sete países que submeteram seus respectivos locais à Lista Indicativa do Patrimônio Mundial da UNESCO em 2014, durante a 38.ª Sessão do Comité do Património Mundial, realizada em Doha (Catar). A indicação incluía uma seleção de 16 balneários espalhados pela Europa Ocidental. Em 24 de julho de 2021, durante a 44.ª Sessão do Comité do Património Mundial, 11 desses locais foram escolhidos pela organização e designados como um sítio serial transnacional.
| Nº | Local             | Estado-parte | Área (ha) | Coordenadas                                | Imagem |
| -- | ----------------- | ------------ | --------- | ------------------------------------------ | ------ |
| 1  | Bad Ems           | Alemanha     | 80        | 50° 19′ 50″ norte, 7° 43′ 42,99″ leste     |        |
| 2  | Baden-Baden       | Alemanha     | 230       | 50° 11′ 51,99″ norte, 10° 04′ 30″ leste    |        |
| 3  | Bad Kissingen     | Alemanha     | 212       | 48° 45′ 26,98″ norte, 8° 14′ 32,98″ leste  |        |
| 4  | Baden bei Wien    | Áustria      | 343       | 48° 00′ 35,98″ norte, 16° 14′ 00,98″ leste |        |
| 5  | Spa               | Bélgica      | 772       | 50° 30′ 00″ norte, 5° 52′ 01″ leste        |        |
| 6  | Vichy             | França       | 68        | 46° 07′ 37″ norte, 3° 25′ 07″ leste        |        |
| 7  | Montecatini Terme | Itália       | 114       | 43° 53′ 04″ norte, 10° 46′ 28″ leste       |        |
| 8  | Bath              | Reino Unido  | 2 870     | 51° 22′ 53″ norte, 2° 21′ 31″ oeste        |        |
| 9  | Františkovy Lázně | Chéquia      | 367       | 50° 07′ 02″ norte, 12° 21′ 02″ leste       |        |
| 10 | Karlovy Vary      | Chéquia      | 1 123     | 50° 13′ 23″ norte, 12° 53′ 00,98″ leste    |        |
| 11 | Mariánské Lázně   | Chéquia      | 835       | 49° 58′ 38″ norte, 12° 41′ 23,98″ leste    |        |